# 고스트캣 앙주
《고스트캣 앙주》(일본어: 化け猫あんずちゃん 바케네코 안즈 찬[*])는 이마시로 타카시가 지은 만화다. 《코믹 봄봄》(코단샤)에서 2006년 8월호부터 2007년 11월호까지 연재되었다. 단행본은 KC 디럭스에서 전 1권으로 나왔다.

## 스토리
미나미이즈 이케테루초의 한 구석에 있는 소세이지에서 기르고 있던 고양이 앙주는, 10년, 20년이 지나도 죽지 않고, 30세가 넘은 후 괴물 고양이가 되어 있었다. 주인인 오쇼 씨의 입양아가 되어, 절의 일을 변덕스럽게 해내면서, 일상생활을 보내는 앙주. 그와, 마을 사람들과의 교류를 그린 신기한 이야기.

## 등장인물
앙주(あんず)
성우 - 모리야마 미라이
카린(かりん)
성우 - 노토 고아
오쇼(おしょー)
성우 - 스즈키 케이이치
테츠야(哲也)
성우 - 아오키 무네타카
가난신
성우 - 미즈사와 신고
타누키(たぬき)
성우 - 와타루 사와베

## 서지 정보
- 이마시로 타카시 《고스트캣 앙주》 코단샤 〈KC 디럭스〉, 전 1권

1. 2007년 11월 16일 발매[1], ISBN 978-4-06-372388-5